# Baia del Selljach
La baia del Selljach (in russo Селляхская губа o Селяхская губа?, Selljachskaja guba o Seljachskaja guba), è un'insenatura lungo la costa settentrionale russa, nella repubblica di Sacha-Jacuzia, amministrata dall'Ust'-Janskij ulus. È situata nella parte orientale del mare di Laptev.

## Geografia
La baia si apre verso nordovest, nella parte sud-orientale del golfo della Jana. A nord, la penisola Turuktach (полуостров Туруктах) la separa dalla baia della Van'kina (губа Ванькина). L'imboccatura è compresa tra capo Turuktach (мыс Туруктах) a nord e l'estremità orientale delle isole Šelonskie a ovest. Ha una lunghezza di circa 40 km e una larghezza massima di 33 km; l'ingresso è largo circa 20 km. La profondità massima è di 12 m.
Nella baia sfociano diversi fiumi, tra i quali il Bilir (река Билир), il Charbas (река Харбас), la Danilkina (река Данилкина), il Kjuljumeljach (река Кюлюмелях), la Maksunuocha (река Максунуоха), il Selljach (река Селлях), spesso indicato sulle mappe come Syalach o Syalaach, che dà il nome alla baia, e altri corsi d'acqua minori.
All'ingresso della baia si trovano le isole Šelonskie (острова Шелонские) e l'isola Makar (остров Макар). Diverse isole senza nome si trovano alle foci dei fiumi e nei banchi marini lungo le coste.